# Michael Fitzgerald
Michael Fitzgerald (Tokoroa, Nova Zelanda, 17 de setembre de 1988) és un futbolista neozelandès. Va disputar 3 partits amb la selecció de Nova Zelanda.

## Estadístiques
| Selecció de Nova Zelanda | Selecció de Nova Zelanda | Selecció de Nova Zelanda |
| Anys                     | Partits                  | Gols                     |
| ------------------------ | ------------------------ | ------------------------ |
| 2011                     | 3                        | 0                        |
| Total                    | 3                        | 0                        |